# إميلي أوسمنت
إميلي جوردان أوسمنت (بالإنجليزية: Emily Jordan Osment)‏، ولدت في 10 مارس 1992  هي ممثلة ومغنية وكاتبة أغاني أميركية ولدت في لوس أنجلس، كاليفورنيا. عملت في العديد من الأفلام التلفزيونية في طفولتها، واكتسبت الشهرة عندما شاركت بدور شخصية غيرتي غيغلز في فيلم جواسيس أطفال الجزء الثاني والثالث. ثم شاركت في مسلسل قناة ديزني الكوميدي المترشح لجائزة إيمي هانا مونتانا بدور ليلي تراسكوت فضلا عن الفيلم التابع للسلسلة. أيضا كما لعبت دور كاسي في مسلسل أر.أل ستاين الساعة المسكونة: لا تفكر في ذلك وفيلم قناة ديزني الأصلي، Dadnapped بدور ميليسا موريس.
زادت أوسمنت من حصيلتها واتجهت إلى موسيقى البوب والروك البديل والمستقل حيث سجلت أغاني بوب مراهقين مثل "I Don't Think About It"، وأغنية "If I Didn't Have You" بجانبها زميلها في مسلسل هانا مونتانا الممثل ميتشل موسو، و "Once Upon a Dream".
دخلت أوسمنت عالم الموسيقى بتسجيل الموسيقى التصويرية لأغاني أفلام وألبومات ديزني. وذكرت في مقابلة في حفل جرامي 2008 أنها كتبت بعض الأغاني مع إيف 6. وفي عام 2009 وقعت مع شركة وايند أب ريكوردز وأصدرت أغنية All the Way Up، أول أغنية من ألبومها الموسع الأول All the Right Wrongs، الذي صدر في 26 أكتوبر 2009. ووصل الأبوم مراكز متقدمة في قوائم بيلبورد في الولايات المتحدة وكندا كذلك راديو ديزني. وتم الترويج للألبوم داخل الولايات المتحدة عام 2010 في جولة Clap Your Hands.
أول ألبومات أوسمنت، Fight or Flight أصدر في 5 أكتوبر 2010 عن طريق تسجيلات وايند أب. وأصدرت الأغنية الرئيسية Let's Be Friends في 8 يونيو 2010 والأغنية Lovesick أصدرت في 19 أكتوبر 2010. وفي أكتوبر 2010 بدأت جولتها الثانية للترويج للألبوم، والتي جرت في ساو باولو في البرازيل.
مثلت عام 2011 في فيلم قناة أيه بي سي الأصلي، Cyberbully، وسلسلة كلينرز عامي 2013/2014، أنتجت لموقع الإنترنت كراكل وفيلم كابوس الابنة عام 2014 من إنتاج شبكة لايفتايم وفيلم يونيفرسال ستوديو قبلني. تقوم حاليا ببطولة المسلسل التلفزيوني شابة وجائعة على محطة أي بي سي فاميلي بدور غابي دايموند.

## الحياة الشخصية
اميلي هي صديقة مايلي سايرس في العمل وزميلها ميتشل موسو وأشارت خلال مقابلة بأن الكتب المفضلة لديها هي سلسلة الشفق تركت مدرستها واختارت الدروس الخصوصية [بحاجة لمصدر].

## وصلات خارجية
- إميلي أوسمنت على موقع IMDb (الإنجليزية)
- إميلي أوسمنت على موقع ميتاكريتيك (الإنجليزية)
- إميلي أوسمنت على موقع روتن توميتوز (الإنجليزية)
- إميلي أوسمنت على موقع ألو سيني (الفرنسية)
- إميلي أوسمنت على موقع ميوزك برينز (الإنجليزية)
- إميلي أوسمنت على موقع أول موفي (الإنجليزية)
- إميلي أوسمنت على موقع قاعدة بيانات الأفلام السويدية (السويدية)
- إميلي أوسمنت على موقع إن إن دي بي (الإنجليزية)
- إميلي أوسمنت على موقع أول ميوزيك (الإنجليزية)
- إميلي أوسمنت على موقع ديسكوغز (الإنجليزية)
- إميلي أوسمنت على موقع تي في.كوم